# خوان مانوئل ویرا
خوان مانوئل ویرا (انگلیسی: Juan Manuel Viale؛ زادهٔ ۹ مارس ۱۹۸۱) بازیکن فوتبال اهل آرژانتین است.
از باشگاه‌هایی که در آن بازی کرده‌است می‌توان به باشگاه فوتبال سابادل و باشگاه فوتبال زامورا اشاره کرد.